# Heavenly days (野川さくらの曲)
「heavenly days 」（ヘブンリー・デイズ）は、野川さくらの13作目のシングル。2010年7月28日、FOXTROTからリリースされた。

## 解説
- 作詞作曲は、「Last Stop」同様桃井はるこが担当している。
- 「heavenly days」は、『超!アニメ天国』の主題歌になっている。
- カップリング曲『Back home!〜わたしの帰る場所〜』は『野川さくらのマシュマロ♪たいむ』のエンディングテーマ（当初はオープニングテーマ）と、『代々木アニメーション学院』のCMに使用されている。
- 「Party Play」以来となる初回限定盤と通常盤の仕様で販売される。初回限定版には「heavenly days」のMusic Clipと『アニメ天国』の野川さくら ファッション・コレクションを収録したDVDが特典として封入される。
- このシングルより、エイベックス・マーケティングが新設したレーベル、FOXTROTレーベルに移籍している。

## 収録曲
1. heavenly days [4:38]
作詞・作曲:桃井はるこ、編曲:Haraddy
  - 『超!アニメ天国』主題歌
2. Back home!〜わたしの帰る場所〜 [4:24]
作詞・作曲：桃井はるこ、編曲:Haraddy
  - ラジオ番組『野川さくらのマシュマロ♪たいむ』エンディングテーマ
  - 『代々木アニメーション学院』2010年度CMイメージソング
3. heavenly days （Off Vocal）
4. Back home!〜わたしの帰る場所〜 [Off Vocal]

## DVD（初回限定盤のみ）
1. 「heavenly days」 Music Clip
2. 「heavenly days」 Music Clip メイキング
3. 「アニメ天国」野川さくら ファッション・コレクションPV